# Waldmöpse

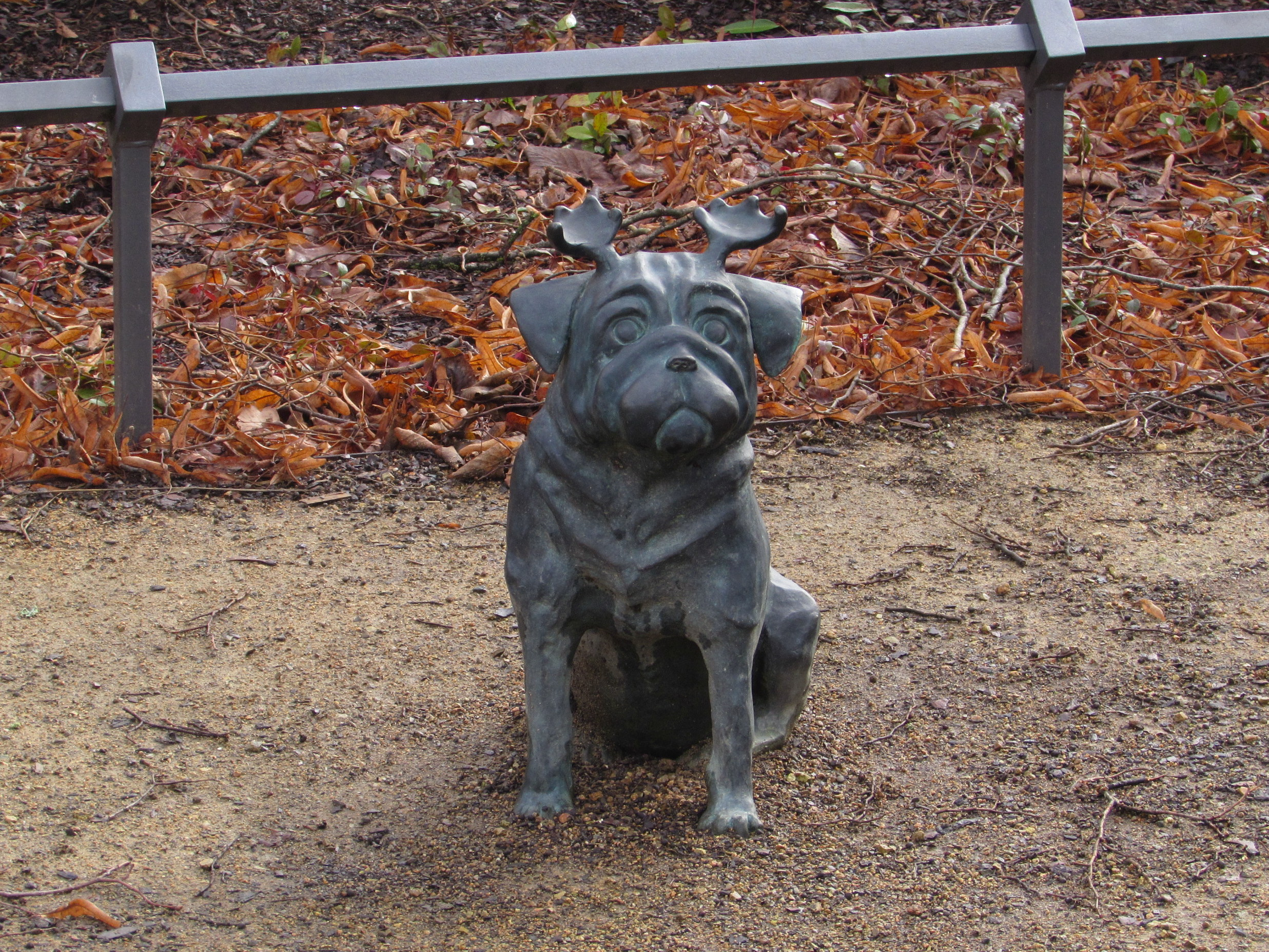
Sitzender Waldmops

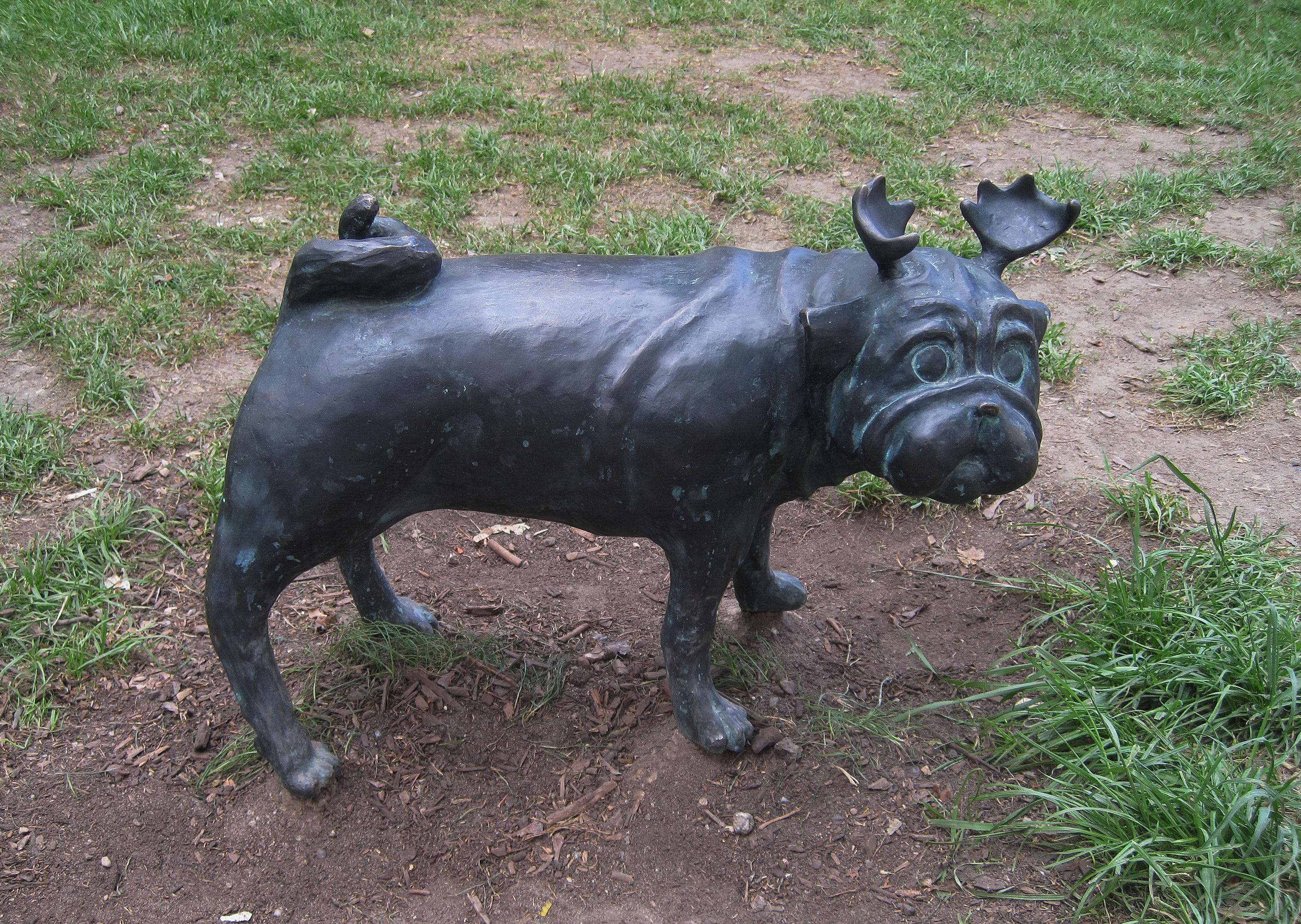
Stehender Waldmops

Die Waldmöpse sind mehrere „lebensgroße“ Plastiken, die seit 2015 im Stadtgebiet Brandenburgs an der Havel an verschiedenen Stellen aufgestellt sind. Der Waldmops ist eine Kunstfigur des Humoristen Loriot, der in der Stadt gebürtig und ihr Ehrenbürger ist. Die Plastiken wurden von der Künstlerin Clara Walter geschaffen.

## Geschichte

### Tierstunde – Der wilde Waldmops
Die Figur des Waldmopses entstammt dem Sketch Tierstunde – Der wilde Waldmops des Humoristen Loriot, den dieser 1972 in der neunzehnten Folge der Fernsehserie Cartoon präsentierte. In dem Sketch geht es um die fabulierte Zucht des Mopses von einem großen elchartigen und gehörnten Wildtier zum Rasse- und Schoßhund. In deutschen Wäldern habe als Übergangsform nur der „scheue Waldmops“, der als im Grunde mopsähnlich, jedoch ein „kurzes, aber kräftiges Gehörn“ tragend, beschrieben wird, überlebt. Er richte schwere Schäden an Flora und Fauna an, überwintere zu Hunderttausenden in Südafrika und habe im Frühling an der Mündung der Weser seine Paarungsgebiete. Der Kommentar des von Loriot gespielten Moderators der Sendung Tierstunde Horst Stern wandelt sich dabei von scharfer Kritik an blindem Züchterehrgeiz auf Kosten eines ehemals edlen Tieres, das als „Herr des Waldes“ seine „freiheitliche Würde“ gehabt habe, zu einer widersprüchlichen, ebenso scharfen Kritik an der Untätigkeit der Bundesforstverwaltung angesichts der teuren Waldschäden, bei denen romantische Tierliebe fehl am Platz sei. Ein Elch verkörpert im Film die wilde Urform und ein mit einem kleinen Geweih versehener Mops stellt den scheuen Waldmops dar. Die allmähliche Veränderung des Körperbaus und die zunehmende Verkümmerung des Geweihs werden mit mehreren Zeichnungen Loriots illustriert.

### Waldmopszentrum und Rundweg
In der Vorbereitung auf die Bundesgartenschau 2015, die unter anderem in Brandenburg an der Havel veranstaltet wurde, wurde überlegt, ein sogenanntes Waldmopszentrum in Loriots Geburtsstadt zu schaffen. Es sollte eine Reminiszenz an den bekannten Künstler und ein Denkmal für ihn werden. Die Ausschreibung für das Projekt gewann die junge Künstlerin Clara Walter. Es war ihr erster Großauftrag nach dem Studienabschluss und mit 50.000 Euro, finanziert vom Brandenburger Kulturverein, dotiert.
Am 17. April 2015 wurde das Waldmopszentrum vom damaligen Bundesaußenminister und Vorsitzenden des Kulturvereins Frank-Walter Steinmeier eröffnet, dabei wurden die ersten der aus Bronze geschaffenen Figuren offiziell übergeben. Die Plastiken in stehender, liegender, lehnender und sitzender Haltung wurden an verschiedenen Stellen in der Innenstadt Brandenburgs in der Nähe der BUGA-Stätten aufgestellt, etwa um die Johanniskirche, im Humboldthain und am Packhofufer.
Ursprünglich sollte das Kunstprojekt nur acht Plastiken umfassen. Seit der Aufstellung der ersten Figuren wurden sie jedoch in der Bevölkerung schnell sehr beliebt, sodass Aufträge für weitere Plastiken, teilweise von privaten Spendern finanziert, erteilt wurden. Die Kosten von der Idee bis zur Fertigstellung für einen einzelnen gegossenen Waldmops wurden mit etwa 4.500 Euro angegeben. Im Januar 2016 waren insgesamt 13 Waldmopsplastiken aufgestellt.
Im Januar 2021 wurden die Plastiken vom Kulturverein Brandenburg per Schenkung in das Eigentum der Stadt Brandenburg an der Havel übertragen. Ein erster Kunstdiebstahl einer der mittlerweile mehr als 25 Figuren wurde im Mai 2021 bekannt, nachdem diese vor dem Kloster St. Pauli entwendet worden war. Die im Mai 2022 26 Waldmöpse konzentrierten sich auf vier Waldmops-Areale im Brandenburger Stadtgebiet. Im Juli 2022 wurde eine zweite Bronzeplastik, der Waldmops mit der Fertigungsnummer 20, entwendet.

## Kritik
Die Tierschutzorganisation PETA kritisierte 2015 das Kunstwerk. Deutschlandradio Kultur beschrieb PETAs Position in diesem Zusammenhang: „Möpse seien der Inbegriff der Qualzucht. Neben einer ganzen Reihe von Erbkrankheiten würde ihnen vor allem die Atmung Probleme bereiten. Das Leben als Mops sei möglich, verkünden die Tierschützer in Anlehnung an Loriot, aber freudlos.“